# Seznam dílů seriálu Sherlock Holmes (1984)
Toto je seznam dílů seriálu Sherlock Holmes. Britský seriál souborně označovaný 
Sherlock Holmes s Jeremym Brettem v hlavní roli byl vysílán mezi lety 1984 a 1994.
Ve skutečnosti se skládá ze čtyř rozdílně pojmenovaných sérií a pěti delších televizních filmů.
Jsou to Dobrodružství Sherlocka Holmese (1984–1985, 2 řady, celkem 13 dílů),
Návrat Sherlocka Holmese (1986 a 1988, 2 řady, 11 dílů + případně 2 televizní filmy z let 1987 a 1988),
Z archivu Sherlocka Holmese (1991, 1 řada, 6 dílů + případně 3 televizní filmy z let 1992 a 1993) a Z pamětí Sherlocka Holmese (1994, 1 řada, 6 dílů).
Televizní filmy se někdy řadí dohromady k předchozí seriálové sérii, někdy se berou a vysílají zcela samostatně jako samostatná série nebo dokonce seriál. 
Televizní filmy ovšem nemají seriálovou znělku. V Česku jsou filmy většinou vysílány samostatně, při české premiéře byly dokonce vysílány až nakonec a označeny souborným názvem Záhady Sherlocka Holmese.
Seriál je věrnou adaptací příběhů od Arthura Conana Doyla. Vyprodukovala jej Granada Television a premiéru měl na ITV ve Velké Británii.
Seriál adaptuje 42 Doylových případů do 41 dílů seriálu (36 padesátiminutových seriálových dílů a 5 delších televizních filmů).
Vybrané čtyři díly první řady z roku 1984 byly odvysílány v Československu už v roce 1986 se slovenským dabingem. V českých novinách byly seriál i jednotlivé díly uvedeny českými názvy. Seriál se jmenoval Dobrodružství Sherlocka Holmese a jednotlivé díly Příběh s fotografií (premiéra 31. ledna 1986, pozdější název Skandál v Čechách), Osamělý cyklista (premiéra 8. února 1986, pozdější název Osamělá cyklistka), Skvrnitá páska (premiéra 15. února 1986, pozdější název Strakatý pás) a Modrý rubín (premiéra 21. února 1986, pozdější název též Modrá karbunkule).
Celý seriál a v češtině byl poprvé vysílán na televizi Prima v roce 1997. Od té doby se dočkal několika repríz i dabingových verzí.
Názvy dílů se v originále i v češtině velmi věrně drží knižní předlohy, až na pár výjimek.
V angličtině navíc názvy jednotlivých sérií kopírují názvy povídkových knížek Sherlocka Holmese, i když sestava a pořadí dílů neodpovídá knižním výborům.
V pojmenování sérií podle knih se čeština odchyluje a navíc různé dabingové verze používají rozdílné pojmenování. 
Dabingové verze:
- Premiéra TV pro televizi Prima, 1997, v hlavní roli Dalimil Klapka (36 dílů seriálu a 5 televizních filmů)
- TV produkce pro televizi Prima, 2003, v hlavní roli Jiří Plachý (5 televizních filmů) - Prima zřejmě ztratila práva na dabing od Premiéry TV
- Česká televize, 2008, v hlavní roli Vladislav Beneš (5 televizních filmů)
- SDI Media pro AXN, 2011, hlavní roli Martin Stropnický (36 dílů seriálu), AXN odvysílalo také 5 televizních filmů s dabingem ČT; Česká televize při svém premiérovém uvedení v roce 2021 využila tento dabing, ale některé série si v počeštěných úvodních titulcích pojmenovává jinak

V přehledu jsou série pojmenovány podle vysílání na České televizi, protože názvem nejvíce odpovídají českým knižním překladům. Povídky a romány, které sloužily jako předloha, jsou pojmenovány podle definitivního překladu při prvním kompletním českém vydání ze 70. let 20. století.
Ze stejného vydání je přebrán český překlad názvu předlohových knih, což ale nemusí souhlasit s titulem české knihy jako takové, například kniha Příběhy Sherlocka Holmese (Mladá fronta, 1971) obsahuje tři knihy původní - romány Studie v šarlatové a Podpis čtyř a soubor povídek Dobrodružství Sherlocka Holmese. 
Jednotlivé epizody na sebe většinou dějově nenavazují. Uvedení na televizi Prima nedodržovalo původní britské pořadí dílů. K uvedení na AXN není k dispozici pořadí dílů v sériích, uvedená data premiéry předpokládají britské pořadí.

## Přehled
V tomto seznamu řadíme delší filmové epizody k předchozí sérii. Těmto televizním filmům je navíc vyčleněna i samostatná kapitola.
| Řada                            | Díly                            | Premiéra ve VB                  | Premiéra ve VB                  | Premiéra v ČR                   | Premiéra v ČR                   |
| Řada                            | Díly                            | První díl                       | Poslední díl                    | První díl                       | Poslední díl                    |
| Dobrodružství Sherlocka Holmese | Dobrodružství Sherlocka Holmese | Dobrodružství Sherlocka Holmese | Dobrodružství Sherlocka Holmese | Dobrodružství Sherlocka Holmese | Dobrodružství Sherlocka Holmese |
| ------------------------------- | ------------------------------- | ------------------------------- | ------------------------------- | ------------------------------- | ------------------------------- |
| 1                               | 7                               | 24. dubna 1984                  | 5. června 1984                  | 30. června 1997                 | 8. července 1997                |
| 2                               | 6                               | 25. srpna 1985                  | 29. září 1985                   | 9. července 1997                | 16. července 1997               |
| Návrat Sherlocka Holmese        |                                 |                                 |                                 |                                 |                                 |
| 3                               | 7                               | 9. července 1986                | 20. srpna 1986                  | 17. července 1997               | 25. července 1997               |
| Znamení čtyř                    | Znamení čtyř                    | 29. prosince 1987               | 29. prosince 1987               | 15. listopadu 1997              | 15. listopadu 1997              |
| 4                               | 4                               | 6. dubna 1988                   | 27. dubna 1988                  | 28. července 1997               | 31. července 1997               |
| Pes baskervillský               | Pes baskervillský               | 31. srpna 1988                  | 31. srpna 1988                  | 23. prosince 1997               | 23. prosince 1997               |
| Z archivu Sherlocka Holmese     |                                 |                                 |                                 |                                 |                                 |
| 5                               | 6                               | 21. února 1991                  | 28. března 1991                 | 1. srpna 1997                   | 8. srpna 1997                   |
| Mistr mezi vyděrači             | Mistr mezi vyděrači             | 2. ledna 1992                   | 2. ledna 1992                   | 6. prosince 1997                | 6. prosince 1997                |
| Poslední upír                   | Poslední upír                   | 27. ledna 1993                  | 27. ledna 1993                  | 22. listopadu 1997              | 22. listopadu 1997              |
| Svobodný mládenec               | Svobodný mládenec               | 3. února 1993                   | 3. února 1993                   | 13. prosince 1997               | 13. prosince 1997               |
| Z pamětí Sherlocka Holmese      |                                 |                                 |                                 |                                 |                                 |
| 6                               | 6                               | 7. března 1994                  | 11. dubna 1994                  | 11. srpna 1997                  | 18. srpna 1997                  |

## Seznam dílů

### Dobrodružství Sherlocka Holmese
- The Adventures of Sherlock Holmes (podle 1. povídkové sbírky)
- Dobrodružství Sherlocka Holmese (Prima, Česká televize s dabingem AXN, český překlad povídkové sbírky)
- Z archivu Sherlocka Holmese (AXN)
- Příběhy Sherlocka Holmese (titulky na DVD)

#### Dobrodružství Sherlocka Holmese– 1. řada (1984)
| Č. v seriálu | Původní název        | Český název                                         | Námět                                                       | Premiéra ve VB  | Premiéra v ČR                                | Na DVD |
| ------------ | -------------------- | --------------------------------------------------- | ----------------------------------------------------------- | --------------- | -------------------------------------------- | ------ |
| 1            | A Scandal in Bohemia | Skandál v Čechách                                   | Skandál v Čechách (z knihy Dobrodružství Sherlocka Holmese) | 24. dubna 1984  | Prima: 3. července 1997 AXN: 2. května 2011  | 2-1    |
| 2            | The Dancing Men      | Tančící figurky                                     | Tančící figurky (z knihy Návrat Sherlocka Holmese)          | 1. května 1984  | Prima: 4. července 1997 AXN: 6. května 2011  | 2-2    |
| 3            | The Naval Treaty     | Námořní smlouva                                     | Námořní smlouva (z knihy Vzpomínky na Sherlocka Holmese)    | 8. května 1984  | Prima: 2. července 1997 AXN: 9. května 2011  | 1      |
| 4            | The Solitary Cyclist | Osamělá cyklistka                                   | Osamělá cyklistka (z knihy Návrat Sherlocka Holmese)        | 15. května 1984 | Prima: 30. června 1997 AXN: 13. května 2011  | 4-1    |
| 5            | The Crooked Man      | Mrzák                                               | Mrzák (z knihy Vzpomínky na Sherlocka Holmese)              | 22. května 1984 | Prima: 7. července 1997 AXN: 16. května 2011 | 4-2    |
| 6            | The Speckled Band    | Strakatý pás                                        | Strakatý pás (z knihy Dobrodružství Sherlocka Holmese)      | 29. května 1984 | Prima: 1. července 1997 AXN: 20. května 2011 | 5-1    |
| 7            | The Blue Carbuncle   | Modrá karbunkule (AXN, DVD, ČT) Modrý rubín (Prima) | Modrá karbunkule (z knihy Dobrodružství Sherlocka Holmese)  | 5. června 1984  | Prima: 8. července 1997 AXN: 23. května 2011 | 5-2    |

#### Dobrodružství Sherlocka Holmese– 2. řada (1985)
| Č. v seriálu | Původní název         | Český název         | Námět                                                         | Premiéra ve VB | Premiéra v ČR                                 | Na DVD |
| ------------ | --------------------- | ------------------- | ------------------------------------------------------------- | -------------- | --------------------------------------------- | ------ |
| 8            | The Copper Beeches    | Dům U měděných buků | Dům U měděných buků (z knihy Dobrodružství Sherlocka Holmese) | 25. srpna 1985 | Prima: 9. července 1997 AXN: 27. května 2011  | 6-1    |
| 9            | The Greek Interpreter | Řecký tlumočník     | Řecký tlumočník (z knihy Vzpomínky na Sherlocka Holmese)      | 1. září 1985   | Prima: 10. července 1997 AXN: 30. května 2011 | 6-2    |
| 10           | The Norwood Builder   | Stavitel z Norwoodu | Stavitel z Norwoodu (z knihy Návrat Sherlocka Holmese)        | 8. září 1985   | Prima: 11. července 1997 AXN: 3. června 2011  | 7-1    |
| 11           | The Resident Patient  | Domácí pacient      | Domácí pacient (z knihy Vzpomínky na Sherlocka Holmese)       | 15. září 1985  | Prima: 14. července 1997 AXN: 6. června 2011  | 7-2    |
| 12           | The Red-Headed League | Spolek ryšavců      | Spolek ryšavců (z knihy Dobrodružství Sherlocka Holmese)      | 22. září 1985  | Prima: 15. července 1997 AXN: 10. června 2011 | 8-1    |
| 13           | The Final Problem     | Poslední případ     | Poslední případ (z knihy Vzpomínky na Sherlocka Holmese)      | 29. září 1985  | Prima: 16. července 1997 AXN: 13. června 2011 | 8-2    |

### Návrat Sherlocka Holmese
- The Return of Sherlock Holmes (podle 3. povídkové sbírky)
- Návrat Sherlocka Holmese (Prima, AXN, Česká televize s dabingem AXN, titulky na DVD, český překlad povídkové sbírky)

#### Návrat Sherlocka Holmese– 1. řada (1986)
| Č. v seriálu | Původní název                | Český název                                                           | Námět                                                       | Premiéra ve VB    | Premiéra v ČR                                  | Na DVD |
| ------------ | ---------------------------- | --------------------------------------------------------------------- | ----------------------------------------------------------- | ----------------- | ---------------------------------------------- | ------ |
| 14           | The Empty House              | Prázdný dům                                                           | Prázdný dům (z knihy Návrat Sherlocka Holmese)              | 9. července 1986  | Prima: 22. července 1997 AXN: 17. června 2011  | 9-1    |
| 15           | The Abbey Grange             | Opatské sídlo (AXN, DVD, ČT) Abbey Grange (Prima)                     | Opatské sídlo (z knihy Návrat Sherlocka Holmese)            | 16. července 1986 | Prima: 17. července 1997 AXN: 20. června 2011  | 10-2   |
| 16           | The Musgrave Ritual          | Musgraveský rituál                                                    | Musgraveský rituál (z knihy Vzpomínky na Sherlocka Holmese) | 23. července 1986 | Prima: 18. července 1997 AXN: 24. června 2011  | 10-1   |
| 17           | The Second Stain             | Druhá skvrna (AXN, DVD, ČT) Dobrodružství s druhou skvrnou (Prima)    | Druhá skvrna (z knihy Návrat Sherlocka Holmese)             | 30. července 1986 | Prima: 21. července 1997 AXN: 27. června 2011  | 9-2    |
| 18           | The Man with the Twisted Lip | Ohyzdný žebrák (AXN, DVD, ČT) Muž se zaječím pyskem (Prima)           | Ohyzdný žebrák (z knihy Dobrodružství Sherlocka Holmese)    | 6. srpna 1986     | Prima: 23. července 1997 AXN: 1. července 2011 | 11-1   |
| 19           | The Priory School            | Škola v Priory (DVD, ČT) Klášterní škola (Prima) Církevní škola (AXN) | Škola v Priory (z knihy Návrat Sherlocka Holmese)           | 13. srpna 1986    | Prima: 24. července 1997 AXN: 4. července 2011 | 11-2   |
| 20           | The Six Napoleons            | Šest Napoleonů                                                        | Šest Napoleonů (z knihy Návrat Sherlocka Holmese)           | 20. srpna 1986    | Prima: 25. července 1997 AXN: 6. července 2011 | 12-1   |

#### Sherlock Holmes: Znamení čtyř(1987)
| Č. v seriálu | Původní název    | Český název                                | Námět               | Premiéra ve VB    | Premiéra v ČR                                                          | Na DVD |
| ------------ | ---------------- | ------------------------------------------ | ------------------- | ----------------- | ---------------------------------------------------------------------- | ------ |
| 21           | The Sign of Four | Znamení čtyř (Prima, ČT) Podpis čtyř (DVD) | Podpis čtyř (román) | 29. prosince 1987 | Prima: 15. listopadu 1997 Prima: 26. prosince 2003 ČT: 31. března 2008 | 3      |

#### Návrat Sherlocka Holmese– 2. řada (1988)
| Č. v seriálu | Původní název              | Český název                                                                  | Námět                                                                      | Premiéra ve VB | Premiéra v ČR                                   | Na DVD |
| ------------ | -------------------------- | ---------------------------------------------------------------------------- | -------------------------------------------------------------------------- | -------------- | ----------------------------------------------- | ------ |
| 22           | The Devil's Foot           | Ďáblovo kopyto (AXN, DVD, ČT) Ďáblova noha (Prima)                           | Ďáblovo kopyto (z knihy Poslední poklona Sherlocka Holmese)                | 6. dubna 1988  | Prima: 29. července 1997 AXN: 8. července 2011  | 13-1   |
| 23           | Silver Blaze               | Stříbrný lysáček (AXN, DVD, ČT) Stříbrná záře (Prima)                        | Stříbrný lysáček (z knihy Vzpomínky na Sherlocka Holmese)                  | 13. dubna 1988 | Prima: 28. července 1997 AXN: 11. července 2011 | 12-2   |
| 24           | Wisteria Lodge             | Vila Vistárie                                                                | Vila Vistárie (z knihy Poslední poklona Sherlocka Holmese)                 | 20. dubna 1988 | Prima: 30. července 1997 AXN: 13. července 2011 | 13-2   |
| 25           | The Bruce-Partington Plans | Bruce-Partingtonovy dokumenty (AXN, DVD, ČT) Plány Bruce-Partingtona (Prima) | Bruce-Partingtonovy dokumenty (z knihy Poslední poklona Sherlocka Holmese) | 27. dubna 1988 | Prima: 31. července 1997 AXN: 15. července 2011 | 14-1   |

#### Sherlock Holmes: Pes baskervillský(1988)
| Č. v seriálu | Původní název                 | Český název       | Námět                     | Premiéra ve VB | Premiéra v ČR                                                       | Na DVD |
| ------------ | ----------------------------- | ----------------- | ------------------------- | -------------- | ------------------------------------------------------------------- | ------ |
| 26           | The Hound of the Baskervilles | Pes baskervillský | Pes baskervillský (román) | 31. srpna 1988 | Prima: 23. prosince 1997 Prima: 25. prosince 2003 ČT: 7. dubna 2008 | (0)    |

### Z archivu Sherlocka Holmese
- The Case-Book of Sherlock Holmes (podle 5. povídkové sbírky)
- Z archívu Sherlocka Holmese (český překlad povídkové sbírky)
- Z archivu Sherlocka Holmese (Prima, Česká televize s dabingem AXN, titulky na DVD)
- Archiv Sherlocka Holmese (AXN)
- Z deníku Sherlocka Holmese (chybně podle ČSFD)

#### Z archivu Sherlocka Holmese(1991)
| Č. v seriálu | Původní název                            | Český název                  | Námět                                                               | Premiéra ve VB  | Premiéra v ČR                            | Na DVD |
| ------------ | ---------------------------------------- | ---------------------------- | ------------------------------------------------------------------- | --------------- | ---------------------------------------- | ------ |
| 27           | The Disappearance of Lady Frances Carfax | Nezvěstná šlechtična         | Nezvěstná šlechtična (z knihy Poslední poklona Sherlocka Holmese)   | 21. února 1991  | Prima: 4. srpna 1997 AXN: 30. dubna 2012 | 14-2   |
| 28           | The Problem of Thor Bridge               | Záhada na Thorském mostě     | Záhada na Thorském mostě (z knihy Z archívu Sherlocka Holmese)      | 28. února 1991  | Prima: 1. srpna 1997 AXN: 1. května 2012 | 15-1   |
| 29           | Shoscombe Old Place                      | Na starém zámku v Shoshcombe | Na starém zámku v Shoshcombe (z knihy Z archívu Sherlocka Holmese)  | 7. března 1991  | Prima: 5. srpna 1997 AXN: 2. května 2012 | 15-2   |
| 30           | The Boscombe Valley Mystery              | Záhada Boscombského údolí    | Záhada Boscombského údolí (z knihy Dobrodružství Sherlocka Holmese) | 14. března 1991 | Prima: 6. srpna 1997 AXN: 3. května 2012 | 16-1   |
| 31           | The Illustrious Client                   | Vznešený klient              | Vznešený klient (z knihy Z archívu Sherlocka Holmese)               | 21. března 1991 | Prima: 7. srpna 1997 AXN: 4. května 2012 | 16-2   |
| 32           | The Creeping Man                         | Šplhající muž                | Šplhající muž (z knihy Z archívu Sherlocka Holmese)                 | 28. března 1991 | Prima: 8. srpna 1997 AXN: 7. května 2012 | 20     |

#### Sherlock Holmes: Mistr mezi vyděrači(1992)
| Č. v seriálu | Původní název          | Český název         | Námět                                                         | Premiéra ve VB | Premiéra v ČR                                                   | Na DVD |
| ------------ | ---------------------- | ------------------- | ------------------------------------------------------------- | -------------- | --------------------------------------------------------------- | ------ |
| 33           | The Master Blackmailer | Mistr mezi vyděrači | Charles Augustus Milverton (z knihy Návrat Sherlocka Holmese) | 2. ledna 1992  | Prima: 6. prosince 1997 Prima: 1. ledna 2004 ČT: 28. dubna 2008 | 18     |

#### Sherlock Holmes: Poslední upír(1993)
| Č. v seriálu | Původní název    | Český název   | Námět                                                | Premiéra ve VB | Premiéra v ČR                                                          | Na DVD |
| ------------ | ---------------- | ------------- | ---------------------------------------------------- | -------------- | ---------------------------------------------------------------------- | ------ |
| 34           | The Last Vampyre | Poslední upír | Upír v Sussexu (z knihy Z archívu Sherlocka Holmese) | 27. ledna 1993 | Prima: 22. listopadu 1997 Prima: 17. listopadu 2003 ČT: 14. dubna 2008 | 17     |

#### Sherlock Holmes: Svobodný mládenec(1993)
| Č. v seriálu | Původní název         | Český název       | Námět                                                    | Premiéra ve VB | Premiéra v ČR                                                     | Na DVD |
| ------------ | --------------------- | ----------------- | -------------------------------------------------------- | -------------- | ----------------------------------------------------------------- | ------ |
| 35           | The Eligible Bachelor | Svobodný mládenec | Urozený ženich (z knihy Dobrodružství Sherlocka Holmese) | 3. února 1993  | Prima: 13. listopadu 1997 Prima: 2. ledna 2004 ČT: 21. dubna 2008 | 19     |

### Z pamětí Sherlocka Holmese
- The Memoirs of Sherlock Holmes (podle 2. povídkové sbírky)
- Z pamětí Sherlocka Holmese (Prima, ČT)
- Vzpomínky na Sherlocka Holmese (AXN, titulky na DVD, český překlad povídkové sbírky)
- Vzpomínky Sherlocka Holmese (chybně podle ČSFD)

#### Z pamětí Sherlocka Holmese(1994)
| Č. v seriálu | Původní název        | Český název        | Námět | Premiéra ve VB  | Premiéra v ČR                             | Na DVD |
| ------------ | -------------------- | ------------------ | --- | --------------- | ----------------------------------------- | ------ |
| 36           | The Three Gables     | Dům U tří štítů    | Dům U tří štítů (z knihy Z archívu Sherlocka Holmese)                                                          | 7. března 1994  | Prima: 13. srpna 1997 AXN: 8. října 2012  | 21     |
| 37           | The Dying Detective  | Umírající detektiv | Umírající detektiv (z knihy Poslední poklona Sherlocka Holmese)                                                | 14. března 1994 | Prima: 14. srpna 1997 AXN: 9. října 2012  | 22     |
| 38           | The Golden Pince-Nez | Zlatý skřipec      | Zlatý skřipec (z knihy Návrat Sherlocka Holmese)                                                               | 21. března 1994 | Prima: 11. srpna 1997 AXN: 10. října 2012 | 23     |
| 39           | The Red Circle       | Rudý kruh          | Rudý kruh (z knihy Poslední poklona Sherlocka Holmese)                                                         | 28. března 1994 | Prima: 12. srpna 1997 AXN: 11. října 2012 | 24     |
| 40           | The Mazarin Stone    | Mazarinův drahokam | Mazarinův drahokam (z knihy Z archívu Sherlocka Holmese) Tři Garridebové (z knihy Z archívu Sherlocka Holmese) | 4. dubna 1994   | Prima: 18. srpna 1997 AXN: 12. října 2012 | 25     |
| 41           | The Cardboard Box    | Lepenková krabice  | Lepenková krabice (z knihy Vzpomínky na Sherlocka Holmese)                                                     | 11. dubna 1994  | Prima: 15. srpna 1997 AXN: 15. října 2012 | 26     |

## Televizní filmy
Pět delších speciálních dílů, které mají podobu televizních filmů, se někdy zařazují k předchozí natočené seriálové řadě (i když nemají znělku), ale často se vyčleňují, pro jejich délku je totiž nelze vysílat ve stejném časovém okně jako seriálové díly. Tyto příběhy, natočené v různém období, zformují samostatný pětidílný seriál nebo další řadu. Při premiéře na Primě v roce 1997 byly tyto díly odvysílány pohromadě až nakonec seriálu jako poslední řada s názvem Záhady Sherlocka Holmese.
Na ČT odvysíláno někdy pod názvem Sherlock Holmes, jindy bez jednotícího názvu.
Zahraniční vydání na Blu-Ray nazývá tyto díly souborně The Feature Film Collection.
Filmy Mistr mezi vyděrači, Poslední upír a Svobodný mládenec se od názvu předlohových povídek odlišují i v angličtině.
| Č. v seriálu | Původní název                 | Český název                                | Námět                                                         | Premiéra ve VB    | Premiéra v ČR                                                          | Na DVD |
| ------------ | ----------------------------- | ------------------------------------------ | ------------------------------------------------------------- | ----------------- | ---------------------------------------------------------------------- | ------ |
| 21           | The Sign of Four              | Znamení čtyř (Prima, ČT) Podpis čtyř (DVD) | Podpis čtyř (román)                                           | 29. prosince 1987 | Prima: 15. listopadu 1997 Prima: 26. prosince 2003 ČT: 31. března 2008 | 3      |
| 26           | The Hound of the Baskervilles | Pes baskervillský                          | Pes baskervillský (román)                                     | 31. srpna 1988    | Prima: 23. prosince 1997 Prima: 25. prosince 2003 ČT: 7. dubna 2008    | (0)    |
| 33           | The Master Blackmailer        | Mistr mezi vyděrači                        | Charles Augustus Milverton (z knihy Návrat Sherlocka Holmese) | 2. ledna 1992     | Prima: 6. prosince 1997 Prima: 1. ledna 2004 ČT: 28. dubna 2008        | 18     |
| 34           | The Last Vampyre              | Poslední upír                              | Upír v Sussexu (z knihy Z archívu Sherlocka Holmese)          | 27. ledna 1993    | Prima: 22. listopadu 1997 Prima: 17. listopadu 2003 ČT: 14. dubna 2008 | 17     |
| 35           | The Eligible Bachelor         | Svobodný mládenec                          | Urozený ženich (z knihy Dobrodružství Sherlocka Holmese)      | 3. února 1993     | Prima: 13. prosince 1997 Prima: 2. ledna 2004 ČT: 21. dubna 2008       | 19     |

## Případy, které nebyly adaptované
I když je seriál pravděpodobně nejúplnější a nejvěrnější televizní adaptací kánonu Sherlocka Holmese (kánon čítá 56 povídek a 4 romány),
zůstalo kvůli náhlé smrti Jeremyho Bretta v roce 1995 osmnáct případů bez zpracování.
Jedná se o dva romány a 16 povídek. Jsou to:
- Studie v šarlatové (román)
- Případ totožnosti (z knihy Dobrodružství Sherlocka Holmese)
- Pět pomerančových jadérek (z knihy Dobrodružství Sherlocka Holmese)
- Inženýrův palec (z knihy Dobrodružství Sherlocka Holmese)
- Berylová korunka (z knihy Dobrodružství Sherlocka Holmese)
- Žlutá tvář (z knihy Vzpomínky na Sherlocka Holmese)
- Makléřův úředník (z knihy Vzpomínky na Sherlocka Holmese)
- Gloria Scottová (z knihy Vzpomínky na Sherlocka Holmese)
- Reigateské panstvo (z knihy Vzpomínky na Sherlocka Holmese)
- Černý Petr (z knihy Návrat Sherlocka Holmese)
- Tři studenti (z knihy Návrat Sherlocka Holmese)
- Zmizelý hráč ragby (z knihy Návrat Sherlocka Holmese)
- Údolí strachu (román)
- Poslední poklona (z knihy Poslední poklona Sherlocka Holmese)
- Voják bílý jako stěna (z knihy Z archívu Sherlocka Holmese)
- Tři Garridebové (z knihy Z archívu Sherlocka Holmese), avšak hlavní námět tohoto případu využit v televizním dílu Mazarinův drahokam
- Lví hříva (z knihy Z archívu Sherlocka Holmese)
- Podnájemnice v závoji (z knihy Z archívu Sherlocka Holmese), avšak části tohoto případu využity v televizním dílu Svobodný mládenec
- Barvíř na penzi (z knihy Z archívu Sherlocka Holmese)

V plánu bylo adaptovat všechny Doylovy romány a povídky. Materiálu zbylo ještě na typické tři řady - lze dovodit, že by šlo o druhou řadu série Z pamětí Sherlocka Holmese a sérii Poslední poklona Sherlocka Holmese (His Last Bow) opět o dvou řadách (názvy sérií byly vypůjčeny z povídkových knih A. C. Doyla a titul Poslední poklona Sherlocka Holmese byl poslední nevyužitý), případně by některé díly zase měly formu delšího televizního filmu.

## Vydání na DVD
V Česku se prodával celý seriál, vydaný polským distributorem Amercom v licenci Granada International Media Ltd., na 27 DVD: 26 číslovaných, jednom nečíslovaném (pilotní díl Pes baskervillský vyšel jako první, nebo spíše nultý, v pořadí).
Na discích je buď jeden seriálový díl, jeden filmový díl nebo dva seriálové díly. Díly nejsou řazeny podle televizní premiéry.
Toto vydání neobsahuje český dabing, pouze anglický a polský zvuk a polské a české titulky.
1. Pes baskervillský
2. Námořní smlouva
3. Skandál v Čechách / Tančící figurky
4. Podpis čtyř / Znamení čtyř
5. Osamělá cyklistka / Mrzák
6. Strakatý pás / Modrá karbunkule
7. Dům U měděných buků / Řecký tlumočník
8. Stavitel z Norwoodu / Domácí pacient
9. Spolek ryšavců / Poslední případ
10. Prázdný dům / Druhá skvrna
11. Musgraveský rituál / Opatské sídlo
12. Ohyzdný žebrák / Škola v Priory
13. Šest Napoleonů / Stříbrný lysáček
14. Ďáblovo kopyto / Vila Vistárie
15. Bruce-Partingtonovy dokumenty / Nezvěstná šlechtična
16. Záhada na Thorském mostě / Na starém zámku v Shoscombe
17. Záhada Boscombského údolí / Vznešený klient
18. Poslední upír
19. Mistr mezi vyděrači
20. Svobodný mládenec
21. Šplhající muž
22. Dům U tří štítů
23. Umírající detektiv
24. Zlatý skřipec
25. Rudý kruh
26. Mazarinův drahokam
27. Lepenková krabice